# (6902) Hideoasada
(6902) Hideoasada est un astéroïde de la ceinture principale.

## Description
(6902) Hideoasada est un astéroïde de la ceinture principale. Il fut découvert le 26 octobre 1989 à Kani par Yoshikane Mizuno et Toshimasa Furuta. Il présente une orbite caractérisée par un demi-grand axe de 2,75 UA, une excentricité de 0,10 et une inclinaison de 2,1° par rapport à l'écliptique.

## Compléments